# Xarxet comú
|  | Per a altres significats, vegeu «Xarxet (color)». |

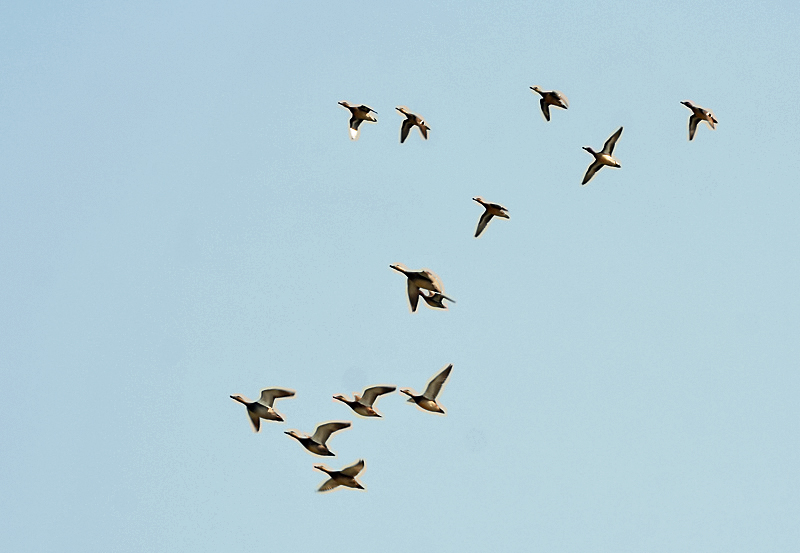
Estol de xarxets comuns a Bengala Occidental (Índia).

El xarxet comú (o xarxet, sarcet al País Valencià i Tortosa), anedó o cerceta a les Balears, al costat de sel·la rossa o cetla rossa (Anas crecca) és una espècie d'ocell de l'ordre dels anseriformes i el més petit dels ànecs europeus. El xarxet americà és classificat de vegades com la subespècie Anas crecca carolinensis del xarxet comú, o com una espècie de ple dret.

## Morfologia
- Fa 35 cm de llargària.
- El mascle és molt vistós, amb el bec fosc i el cap de color castany vermellós, i té una intensa taca verda al voltant de l'ull, en forma de falç, vorejada de blanc, amb una brida blanca que s'estén fins al bec. A la part posterior del cos presenta dues taques blanquinoses-groguenques, una a cada costat, vorejades de negre. El mirall és verd intens i negre vorejat de blanc. A la resta del cos predomina el color gris clapejat de clar.
- La femella és tacada de terrós i fosc, amb una feble línia superciliar terrosa clara que arriba fins al bec.[5]

## Reproducció
Esporàdicament algunes parelles han nidificat al Delta de l'Ebre i als marges del riu Tordera, prop d'Hostalric, i, probablement, al Delta del Llobregat.

## Alimentació
És un ocell típicament granívor, sobretot durant l'època hivernal, però també menja herbes aquàtiques, insectes, cucs, mol·luscs d'aigua dolça, etc.

## Distribució geogràfica
Es troba a Euràsia entre els 70º i els 48º de latitud nord i, com a migrador parcial, hiverna des de l'Europa Central fins a l'Àfrica del Nord i el sud d'Àsia. És comú, a l'hivern, als Països Catalans, i a l'estiu, al nord dels Pirineus.

## Costums
Arriba als Països Catalans predominantment al mes de setembre, malgrat que en comencen a arribar alguns exemplars al Delta de l'Ebre durant el mes d'agost, i se'n van per febrer-març.
Són molt ràpids en vol, car fan bategar les ales a gran velocitat. Formen estols compactes que volen de manera característica fent brandades.
Aprofiten molt sovint els arrossars i les zones entollades properes a la riba, on hi ha llot tou que filtren contínuament amb el bec. Necessiten molt poca fondària d'aigua, i es poden veure drets, amb el cap baix, xipollejant.